# Јандрино ново јато
Јандрино ново јато (Ново Јандрино јато) бивши је српски музички састав, који је изводио крајишку народну музику. Састав је настао 1995. године у Бањалуци.

## Историја групе
Музички састав Јандрино ново јато настао је 1995. године у Бањалуци. Састав је формирао Јандрија Јандро Баљак, бивши члан и оснивач групе Јандрино јато, који се растао са бившом групом и то је опјевао (као дијалог између себе и супруге Маре) у пјесми Мара. Његова бивша група задржала је старо име, без обзира на Јандрин одлазак. Јандрино ново јато је добило име по по свом оснивачу, ветерану Јандрији Баљку.
Први музички албум Јандрино ново јато издало је 1997. године. Посљедњи албум снимили су 1999. године. Вођа састава био је Јандрија Баљак, који је, како је већ речено, био оснивач и музичке групе Јандрино јато.
У периоду од 1997. до 1999. године издали су три музичка албума. Окосницу групе чинили су њен оснивач Јандрија Баљак из Сјеверне Далмације (родом из села Братишковци код Шибеника) и браћа Новак и Глишо Кретић (родом из Котор Вароша). Све своје албуме снимили су за издавачку кућу Реноме из Бијељине. Јандрија Баљак се 2000. године враћа у родно мјесто, али, када може, наступа са групом. Године 2006, са Светланом Спајић, учествује у оснивању етно-групе Жегар живи и престаје бити активан у Јандрином новом јату. Посљедња забиљежена активност ове групе под именом Јандрино ново јато била је 2010. године, а у потоњим годинама чланови групе нису користили Јандрино име. Јандрија Баљак је преминуо 2013. године. Сахрањен је у родним Братишковцима.

## Естрадна каријера

### Музички албуми
Свој први музички албум Јандрино ново јато издало је за бијељински Реноме, 1997. године. Албум, који је био у формату музичке касете, носио је назив Милице, Милена. Албум је имао десет пјесама. Већину пјесама (текст и музику) написао је Јандрија Баљак. Вокални солиста био је Новак Кретић. Остали чланови групе били су пратећи вокали Јандрија Баљак (који се иначе убраја међу најбоље пратеће гласове крајишке изворне пјесме), Глишо Кретић и Душко Субашић, те хармоникаш Милорад Радоја „Гари“.
Сљедеће године састав за Реноме издаје албум који је носио назив Мрка. Албум је имао девет нумера. Аутор већине пјесама био је Јандрија Баљак. Овај албум су снимили Новак Кретић, као први глас, те пратећи вокали Јандрија Баљак, Глишо Кретић, Душко Субашић и Драго Милашиновић. Пјесме са ова два албума Милице, Милена, Гароња и Мрка нашле су се на компилацији Најљепше крајишке пјесме 1, која је изашла 1999. године у издању Реномеа.
Године 1999. снимају за Реноме музички албум са девет нумера, под називом Ој, Милице, Милице. Аутори музике били су чланови Јандриног новог јата. Већину текстова написао је Здравко Ненадић. Албум су снимили Новак Кретић, као вокални солиста, те пратећи вокали Јандрија Баљак, Глишо Кретић и Драго Милашиновић. Овај албум је посљедњи албум који је снимила група Јандрино ново јато. Пјесме са овог албума Ој, Милице, Милице и Наздравимо младенцима нашле су се на компилацији Најљепше крајишке пјесме 2, која је изашла 2000. године у издању Реномеа.
Група је направила одређен број музичких спотова, који су објављени на неколико мјешовитих музичких компилација 2001, 2006. и 2009. године.
Године 2009. учесници су Сабора крајишке пјесме у Бањалуци. Након 2010. године нема забиљежених активности ове групе.

### Естрадни наступи
Осим дискографских издања која има иза себе, Јандрино ново јато је било гост на различитим културним манифестацијама и музичким приредбама.

### Чланови

#### Посљедња постава
- Новак Кретић – Вокални солиста.
- Јандрија Јандро – Јандре Баљак – Вођа групе, пратећи вокал.
- Глишо Кретић – Пратећи вокал.
- Драго Милашиновић – Пратећи вокал.

#### Бивши чланови
- Душан Душко Субашић – Пратећи вокал.
- Милорад Радоја „Гари“ – Хармоникаш.

### Хитови

#### Најпознатији хитови
- Милице, Милена (1997)
- Братишковци (1997)
- Ој, Милице, Милице (1999)
- Наздравимо младенцима (1999)

#### Остали хитови
- Мара (1997)
- Мрка (1998)
- Гароња (1998)
- Бања Луко, наша мајко друга (1998)

### Фестивали
- 2009. Сабор крајишке пјесме у Бањалуци – Ој, Милице, Милице.[21]

### Манифестације
- 2010. Црквено-народни збор у Бранешцима, код Челинца.[1]

## Дискографија

### Албуми
- Милице, Милена, Реноме (1997)
- Мрка, Реноме (1998)
- Ој, Милице, Милице, Реноме (1999)